# Сен-Женьєз-д'О-е-д'Обрак
Сен-Женьєз-д'О-е-д'Обрак (фр. Saint Geniez d'Olt et d'Aubrac) — муніципалітет у Франції, у регіоні Окситанія, департамент Аверон. Сен-Женьєз-д'О-е-д'Обрак утворено 1 січня 2016 року шляхом злиття муніципалітетів Орель-Верлак i Сен-Женьєз-д'О. Адміністративним центром муніципалітету є Сен-Женьєз-д'О. Населення — 2192 особи (01.01.2021).